# ستانتسی (کروشواتس)
ستانتسی (به صربی: Stanci) یک منطقهٔ مسکونی در صربستان است که در کروشواتس واقع شده‌است. ستانتسی ۴۱۷ نفر جمعیت دارد.